# Galleria mellonella
A Galleria mellonella  é uma espécie de insetos lepidópteros, comummente conhecida como traça-da-cera ou a traça-da-colmeia é uma traça pertencente à família das Pirálidas. 
É o único membro do género Galleria. Pode ser encontrada na maior parte do mundo, incluindo Europa e a adjacente Eurásia, onde se presume ser sua origem nativa, e como um espécies introduzidas em outros continentes, incluindo na América do Norte e Austrália.
A parente mais próxima, a traça pequena da cera (Achroia grisella), é também um membro da tribo (biológica) Galleriini, família Pyralidae e  subfamília Galleriinae. 

## Taxonomia
A Galleria mellonella L. foi referenciada por Lineu em 1758.

## Ciclo de vida
A grande-da-colmeia tem um ciclo de vida sobremaneira curto, pelo que, mesmo em condições ótimas, leva cerca de seis semanas a completar o ciclo.
As fêmeas depositam os ovos nos favos das colmeias  ao passo que as larvas costumam eclodir entre três e cinco dias mais tarde.
Na pendência da fase larval a traça-da-cera tem sete instares e uma duração que vai dos de 21 a 43 dias, consoante a qualidade da alimentação disponível e a ocorrência de baixas temperaturas , independentemente das criações serem realizadas em campo ou em laboratório.
O comportamento alimentar das larvas está associado à construção de galerias de seda, as quais são ulteriormente juncadas com matéria excrementícia que se vai acaudalando com o progressivo crescimento das lagartas. Quando as lagartas chegam ao estágio de pré-pupa, escavam depressões nas paredes de madeira das colmeias e nos quadros dos favos, tecem os casulos e pupam, costumando ladear-se umas às outras.

## Morfologia
As traças adultas tem uma envergadura de 30-41 mm. Esta traça voa de maio a outubro nas regiões temperadas, sua região de origem, como na Bélgica e Holanda.

### Ovos
Os ovos das traças-da-cera afigura-se duma coloração perlar e duma textura rugosa. Na maioria dos casos, as fêmeas fazem depositam os ovos em aglomerados na ordem 50- 150 ovos por postura.
À medida que se vão desenvolvendo, os ovos vão amarelecendo, perdendo assim a sua tonalidade esbranquiçada original.
Geralmente, dentro dos quatro dias que antecedem a incubação, torna-se visível um anel escuro dentro do ovo, sendo que, mais, tarde, quando já só faltarem doze horas para a eclosão, as larvas completamente formadas já são observáveis através do córion do ovo.

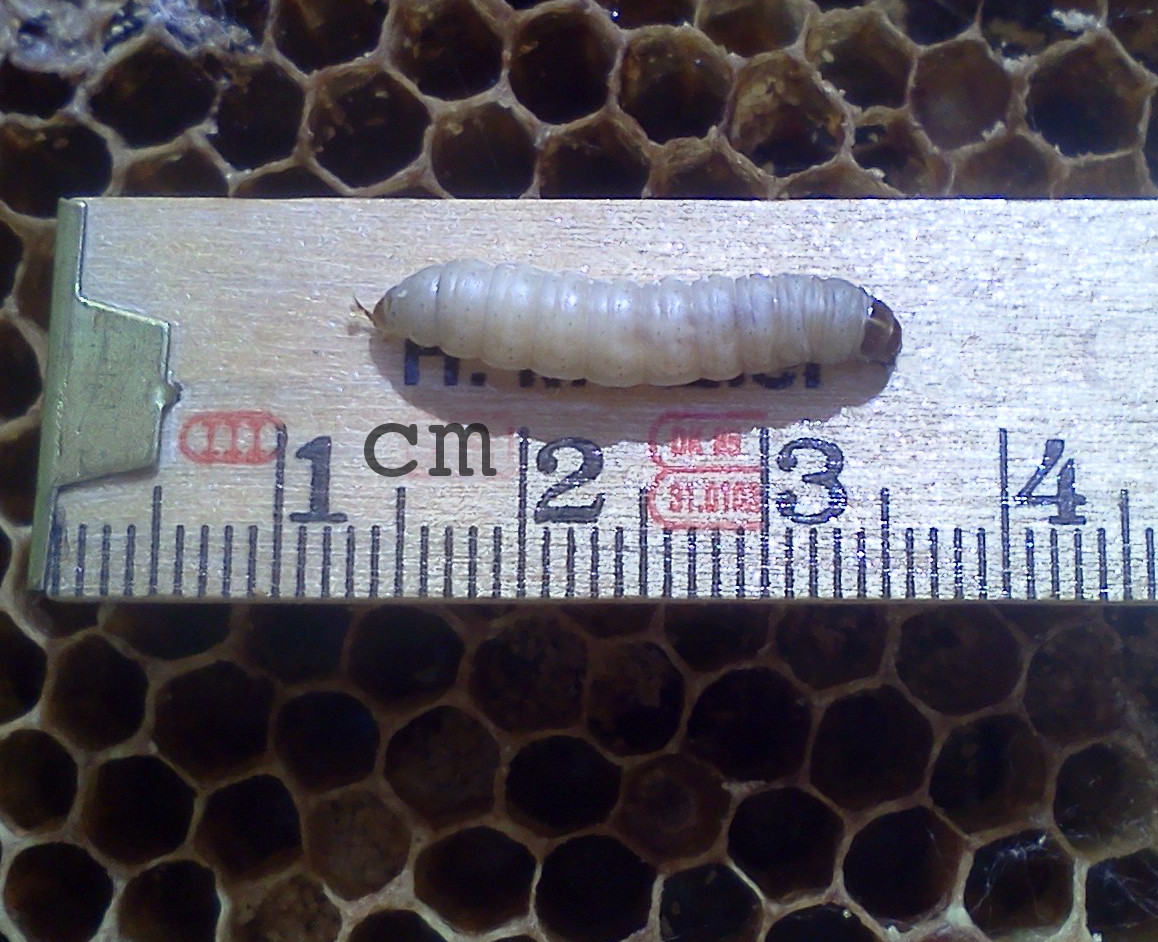
Traça na forma de larva

### Larvas

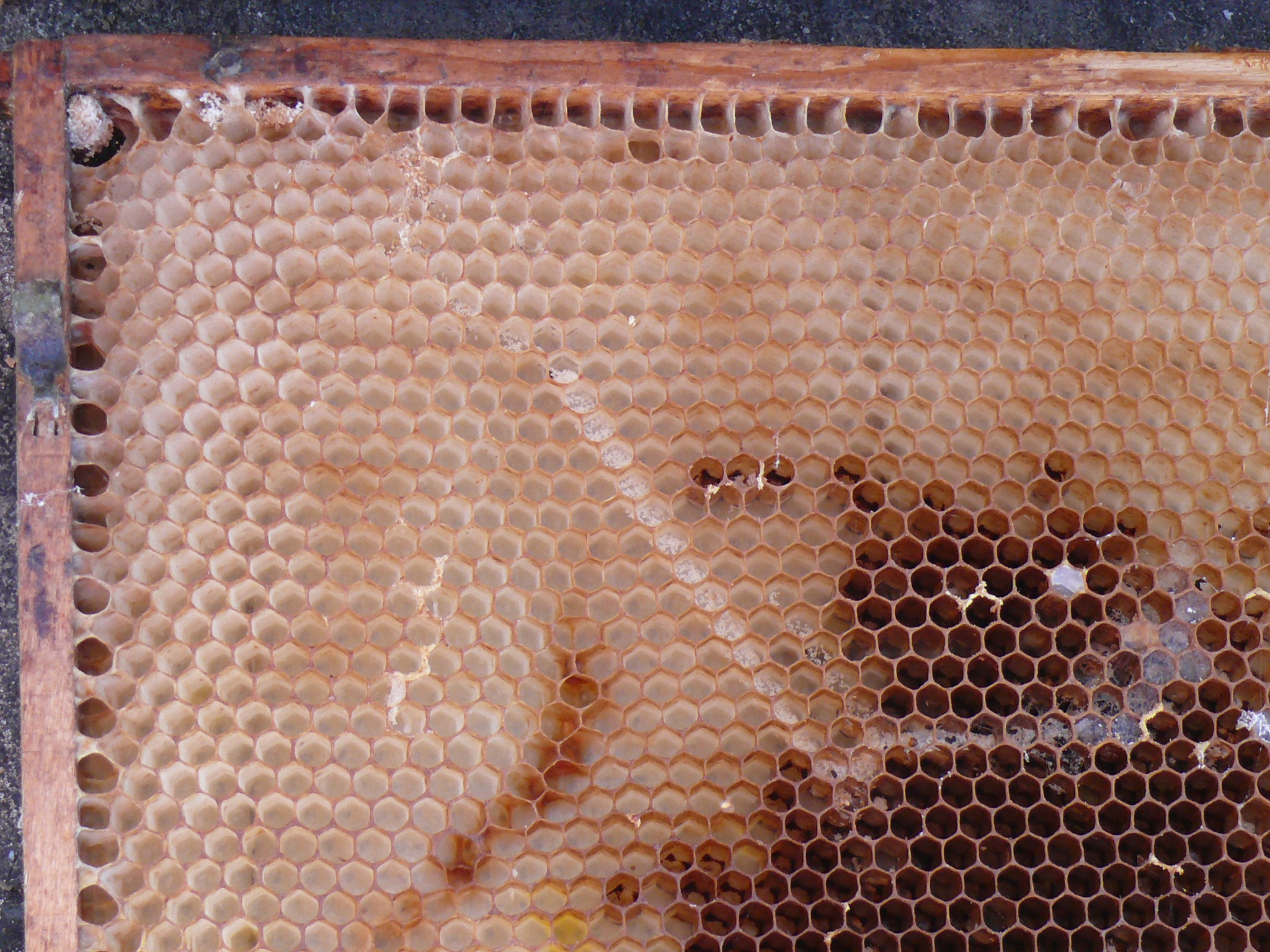
Passagem alimentar de uma única larva da traça da cera. Após a interrupção do crescimento, a larva deixa o favo de mel e se transforma em pupa. Neste caso, logo no canto superior esquerdo da moldura de madeira.

Depois da eclosão, as larvas apresentam uma coloração alvadia, medindo entre 1 e 3 milímetros de comprimento.
A larva, mal eclode, começa a comer imediatamente, alimentando-se de pólen e da cera, que encontra nos favos das abelhas melíferas dentro dos ninhos nas colmeias ou, mais infrequentemente, os favos de vespeiros . Além de comer compulsivamente, também se ocupa a tecer teias, escavar galerias, disseminar fezes, sumamente inutilizando todos os favos por onde passa.
A fase larval passa por sete instares, sendo que a maior parte do crescimento ocorre na pendência dos dois últimos instares.Quando chega ao último instar a larva já mede cerca de 20 milímetros de comprimento, apresentando um corpo cinzento com um escudo castanho no protórax.
Estas larvas são tidas como pragas da apicultura, sendo certo que, por outro lado, também são comercializadas, porquanto há quem as use como alimento para a criação de animais em cativeiro.

### Pupa
Ao chegar ao último instar, as larvas começam a pupar. Uma vez dentro do casulo, a pupa é inicialmente branca e vai amarelecendo passadas as primeiras 24 horas. 
Ao fim de 4 dias a pupa volve-se castanha clara e vai continuando a escurecer progressivamente até ao último estágio. As pupas da traça-da-cera podem medir entre 5 a 7 milímetros de diâmetro e 12 a 20 milímetros de comprimento.
São sexáveis mediante observação dos genitais, com recurso a lupa.

### Adultos

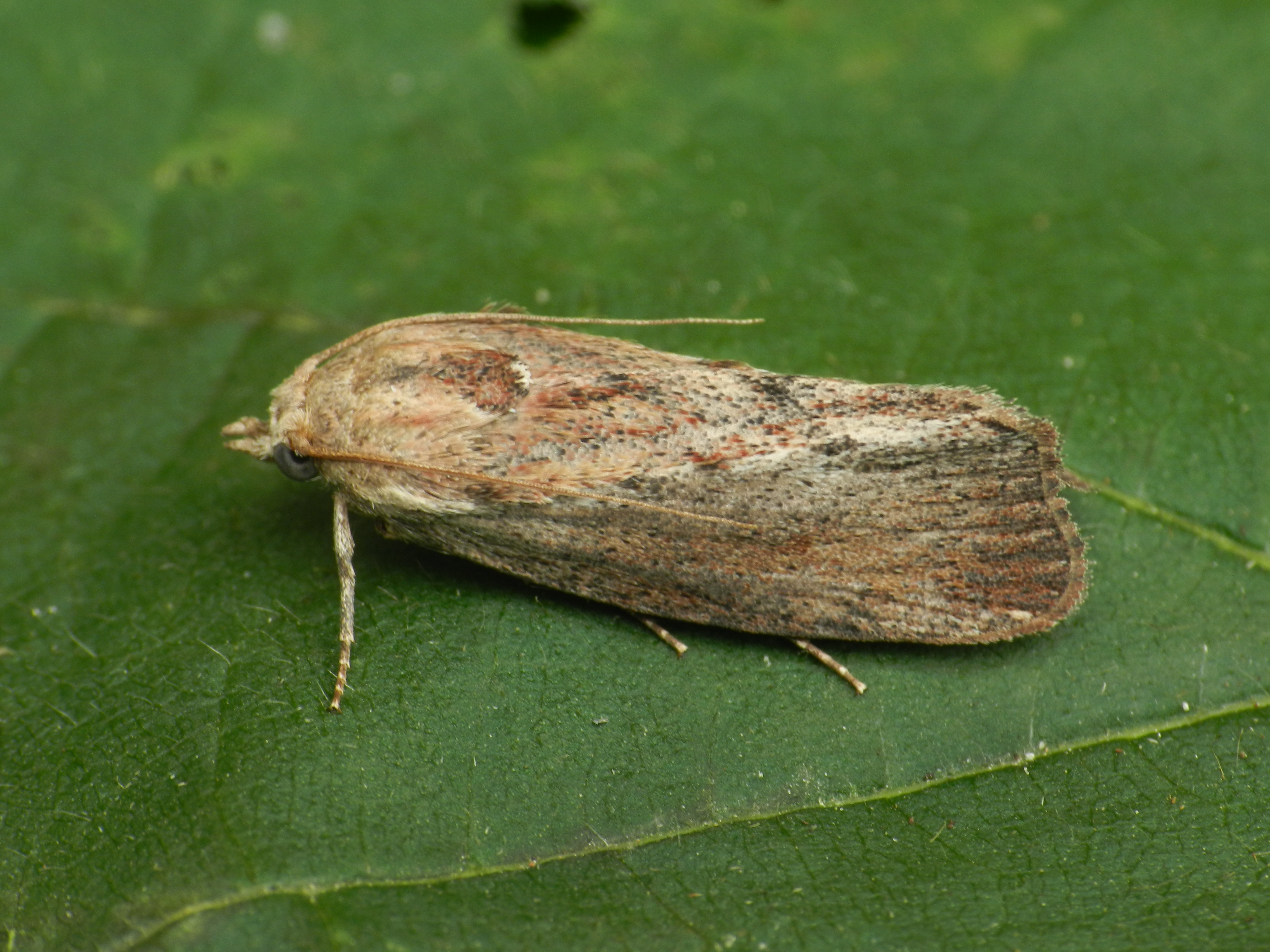
Traça adulta

Há dimorfismo sexual entre os espécimes da traça-da-cera, pelo que as fêmeas costumam ser maiores e mais escuras dos que os machos. Dessarte, em média, os machos têm cerca de 21 milímetros de envergadura, ao passo que as fêmeas já orçam uma envergadura na casa dos 32 milímetros.
Com efeito, ainda nesta toada, as fêmeas além de terem maior envergadura, também têm antenas maiores do que as dos machos, na ordem dos 10 a 20%, e o mesmo se passa com as asas dianteiras.
O tamanho e cor dos adultos podem variar substancialmente, conforme a composição e abundância de alimento.
Ao chegar à idade adulta, todavia, a traça-da-colmeia deixa se alimentar, mercê da suas peças bucais ser tão atrofiada, que já não lho permite fazer, em vez disso limita-se a fazer voos curtos, a reproduzir-se e a ocupar-se da ovopositura.

## Parasitas

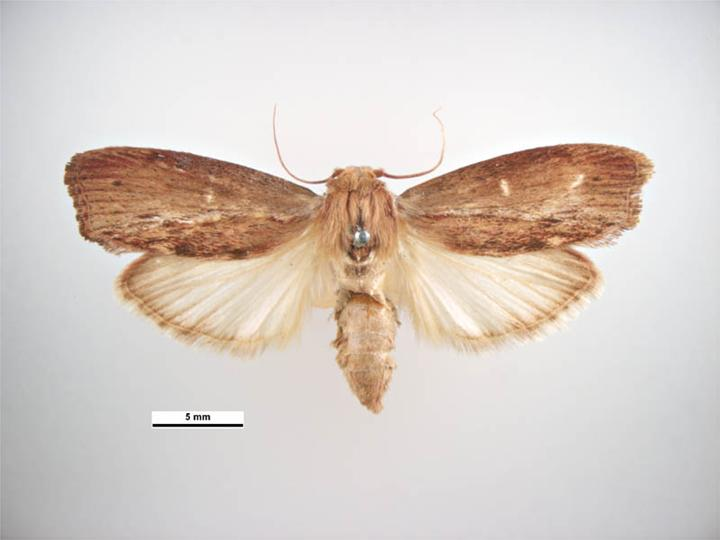
Montado, vista dorsal

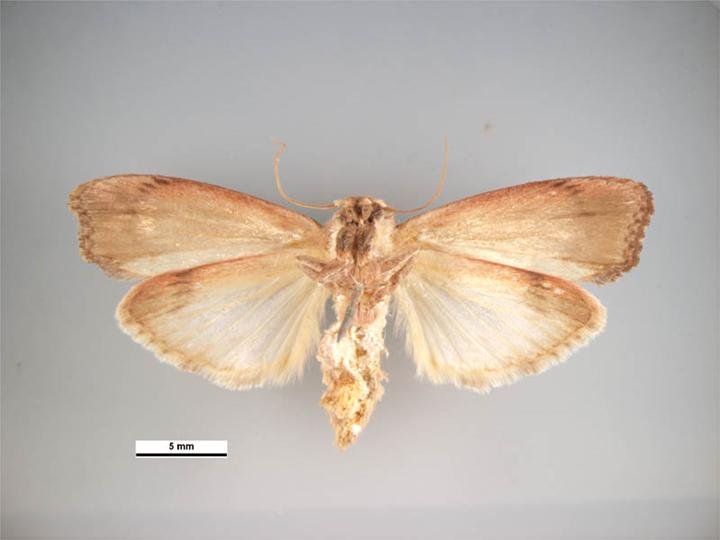
Montado, vista ventral

A Vairimorpha ephestiae é um parasita fúngico de a traça-da-cera. O Pseudomonas aeruginosa também é um patógeno para a G. mellonella. As associações de fatores de virulência são as mesmas para as infecções de plantas e animais.

## Na pesquisa
A traça-da-colmeia tem sido demonstrada como sendo uma excelente organismo modelo para experiências in vivo de toxicologia e patogenicidade, substituindo o uso de pequenos mamíferos em tais experimentos.
As larvas são também modelos bem adequados para os estudos do sistema imune inato. Em genética, eles podem ser usados para estudar esterilidade herdada em insetos. NOTA: imunidade celular e humoral são parte da imunidade adquirida, que é só para vertebrados. Os insetos só tem imunidade inata.
Experiências com larvas da cera infectados suportam a hipótese que o estilbenóide bacteriana 3,5-di-hidroxi-4-isopropil-trans-estilbeno tem propriedades antibióticas que ajudam a minimizar a competição de outros microrganismos e impede a putrefacção do cadáver insetos infectados pelos nematoides entomopatogénicos do género Heterorhabditis, este próprio é o hospedeiro para a bactéria do género Photorhabdus.
A G. mellonella é relatada como sendo capaz de ouvir frequências ultrassónicas que se aproximam de 300 kHz, possivelmente a maior sensibilidade á  frequência que qualquer outro animal.
Em 2017 descobriu-se que a larva de G. mellonella transforma Polietileno PE em Etilenoglicol (Álcool), podendo vir a ser utilizadas para combater a poluição.

## Sinónimos
Como uma espécie difundida e pouco notórias, a traça-da-colmeia foi descrita em uma série de agora inválidos sinônimos: 
- Galleria austrina Felder & Rogenhofer, 1875
- Galleria cerea Haworth, 1811 (unjustified emendation)
- Galleria cerealis Hübner, 1825 (unjustified emendation)
- Galleria crombrugheela Dufrane, 1930
- Galleria crombrugheella (lapsus)
- Galleria mellomella (lapsus)
- Phalaena mellonella Linnaeus, 1758
- Phalaena cereana Blom, 1764
- Tinea cerella Fabricius, 1775 (unjustified emendation)
- Vindana obliquella Walker, 1866

Sinonímia (e nomes de outro modo inválidos) do gênero Galleria' são:
- "Adeona" Rafinesque, 1815 (nomen nudum)
- Cerioclepta Sodoffsky, 1837
- Vindana Walker, 1866